# Chigusa Kitani

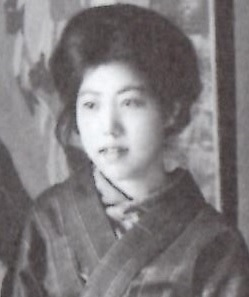
Kitani Chigusa, 1916.

Chigusa Kitani (japanisch 木谷 千種 Kitani Chigusa; * 17. Februar 1895 in Osaka; † 24. Januar 1947 ebenda) war eine Nihonga-Malerin und Lehrerin in der Taishō- und Shōwa-Zeit Japans und setzte sich insbesondere für die Förderung von Frauen in der Kunst ein.

## Leben

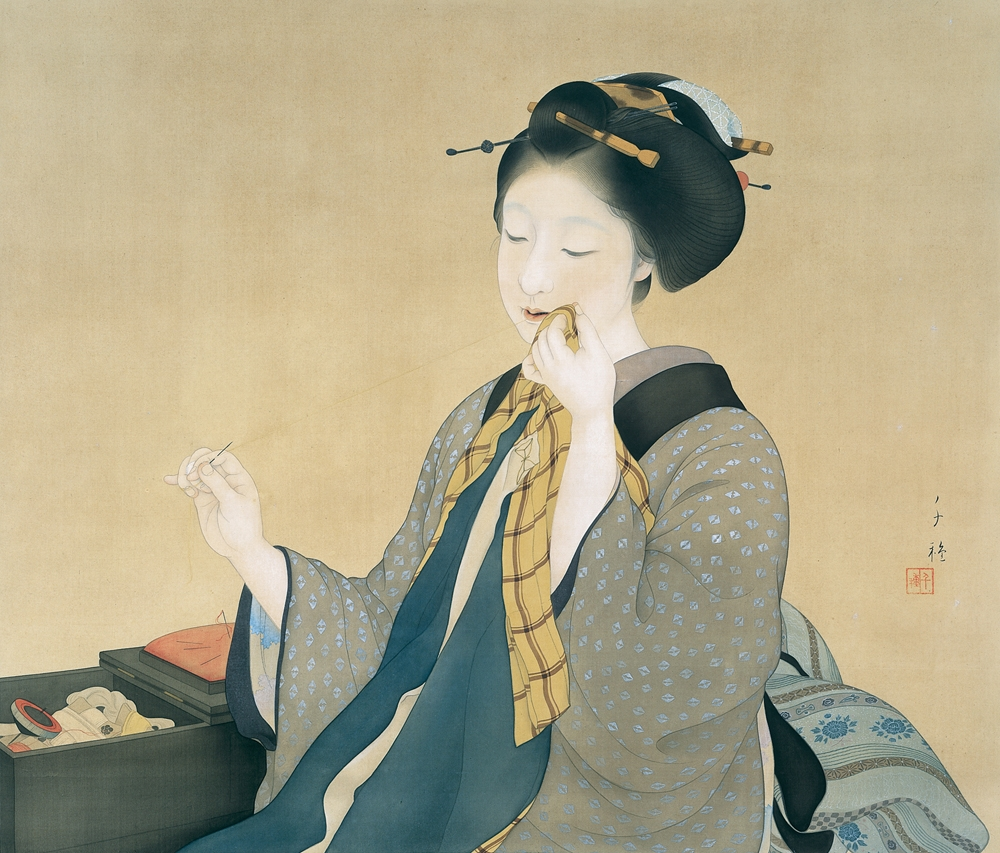
Hokorobi (Offene Naht), 1928.

Chigusa Kitani geboren 1895 in Osaka als Yoshioka Ei. Sie zeigte schon früh künstlerisches Talent und wurde im Alter von 13 Jahren nach Seattle, Washington, geschickt, um zwei Jahre lang westliche Malerei zu studieren. Nach ihrer Rückkehr nach Japan wandte sie sich der japanischen Malerei zu. Sie studierte zunächst bei Ikeda Shōen in Tokio und später bei namhaften Künstlern wie Kitano Tsunetomi und Kikuchi Keigetsu in Osaka und Kyoto. Ihren ersten öffentlichen Erfolg hatte sie 1915, als sie auf der Osaka Fine Arts Exhibition und der Bunten Art Exhibition, zwei wichtigen Kunstereignissen ihrer Zeit, ausstellte.
1920 heiratete Chigusa den Gelehrten Kitani Hōgin, mit dem sie einen Sohn hatte. Im selben Jahr gründete sie in ihrem Haus in Osaka die Malschulen Yachigusa-kai (八千草会) und Chigusa-kai (千種会), die sich der Förderung weiblicher Künstler widmeten. Diese Schulen boten Frauen nicht nur eine Plattform zur Weiterbildung, sondern auch die Möglichkeit, ihre Werke öffentlich auszustellen, was zur Verbesserung des sozialen Ansehens von Künstlerinnen beitrug.

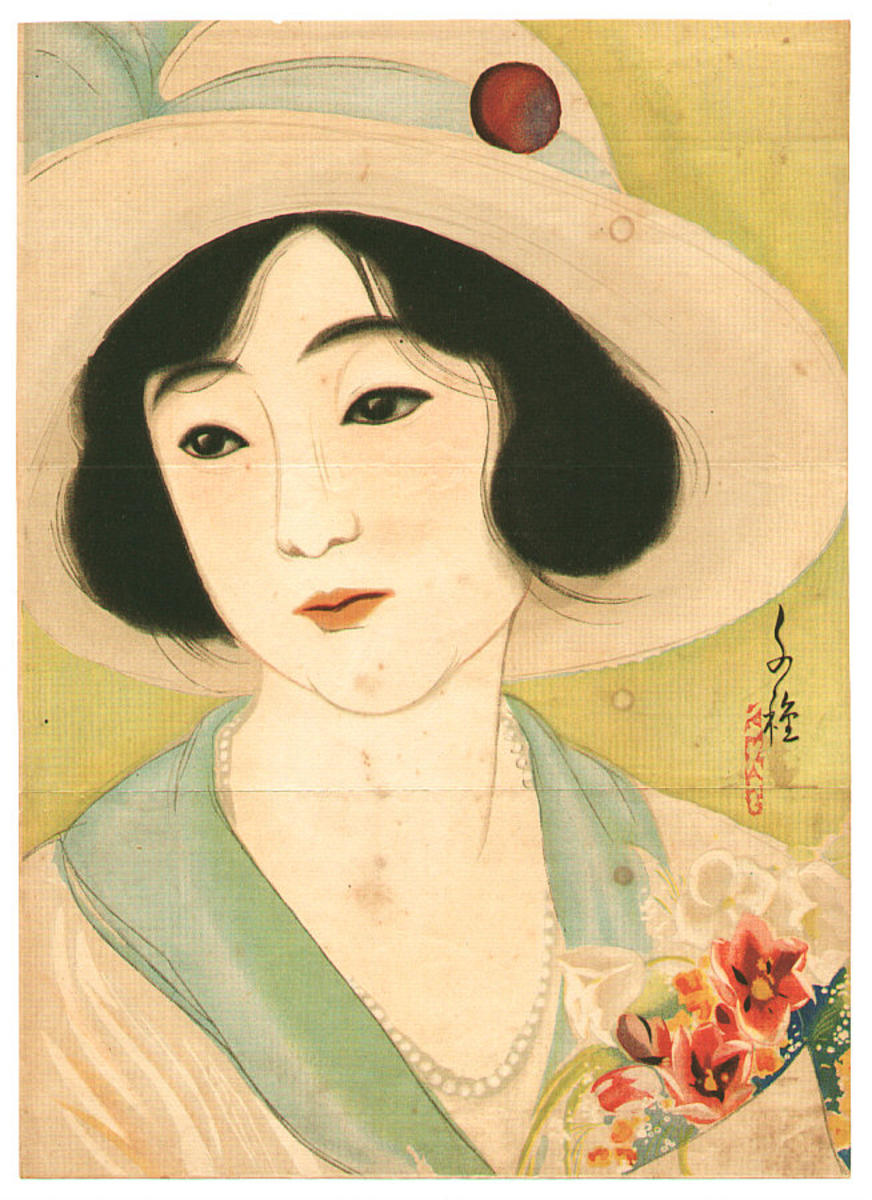
Dame in moderner Kleidung aus der Taishō-Zeit, Kuchi-e, Lithografie.

Chigusa Kitani nahm regelmäßig an wichtigen Kunstausstellungen wie der Teiten und der Nihon Bijutsu Tenrankai teil. Ihr Werk umfasst eine Vielzahl klassischer japanischer Themen, darunter auch Bijinga (Darstellungen schöner Frauen). Chigusa Kitani war eine Pionierin der japanischen Kunstszene, die sich für die Gleichstellung der Frau in der Malerei einsetzte. Ihr Engagement führte zur Gründung von Gruppen wie der Himawari-kai, die ausschließlich aus Künstlerinnen bestand, und beeinflusste die Stellung der Frau in der japanischen Kunst nachhaltig.

## Werke
Zu ihren bekanntesten Gemälden zählen:
- Mayu no Nagori (眉の名残, 1925)
- Ongoku (をんごく, 1918)
- Jōruri Bune (浄瑠璃船, 1926)

Ein zentrales Thema ihrer Arbeiten war die Verbindung von Ästhetik und emotionaler Intensität. Ihre Darstellungen spiegeln oft das soziale und emotionale Leben der Frauen ihrer Zeit wider. Chigusa Kitanis Werke zeichnen sich durch eine psychologische Tiefe aus, die über den traditionellen Stil der Bijinga hinausgeht und zum Teil durch ihre Ausbildung in westlicher Malerei beeinflusst ist.